# Кротков, Евгений Сергеевич
Евгений Сергеевич Кротков — советский государственный и политический деятель, председатель Ставропольского краевого исполнительного комитета.

## Биография
Родился в 1913 году. Член ВКП(б) с 1940 года. Выпускник Московского зоотехнического института.
С 1940 года — на общественной и политической работе. В 1940—1960 гг. — зоотехник, инспектор земельного отдела, преподаватель зоотехнического института, начальник Орджоникидзевского краевого управления животноводства, начальник Ставропольского краевого управления сельского хозяйства, заместитель председателя Исполнительного комитета Ставропольского краевого Совета,
председатель Исполнительного комитета Ставропольского краевого Совета
Избирался депутатом Верховного Совета РСФСР 3-го созыва, Верховного Совета СССР 5-го созыва.